# Dudu Paraíba
Dudu Paraíba, właśc. Carlos Eduardo de Souza Tomé (ur. 11 marca 1985 w Mari) – brazylijski piłkarz występujący na pozycji obrońcy.

## Kariera
Dudu rozpoczął karierę w Botafogo. W kwietniu 2002 roku przeniósł się do Vitórii. Po nieutrzymaniu się tego klubu w lidze został wypożyczony w styczniu 2007 roku do Avaí FC.
W marcu 2007 roku Dudu wyjechał do bułgarskiego Marka Dupnica, w którym rozegrał 13 spotkań i strzelił jedną bramkę. Latem przeszedł do Liteksu Łowecz. W jego barwach zagrał w 27 ligowych meczach, zdobywając jednego gola. W sezonie 2007/08 wystąpił dla niego w 4 spotkaniach Pucharu UEFA. Były to pojedynki II rundy eliminacyjnej z albańskim Besa Kavajë (3:0, 3:0) oraz I rundy głównej z niemieckim Hamburgerem SV (0:1, 1:3).
Sezon później Dudu również zagrał w 4 meczach Pucharu UEFA w barwach Liteksu. Zaliczył występy w II rundzie eliminacyjnej z izraelskim Hapoelem Ironi Kiryat Szmona (0:0, 2:1) i w I rundzie głównej z angielską Aston Villą (1:3, 1:1). W styczniu 2009 roku rozwiązał umowę z tym zespołem.
29 lipca 2009 roku Dudu podpisał 4-letni kontrakt z Widzewem Łódź. Zadebiutował w nim 14 sierpnia w derbowym spotkaniu z ŁKS-em (2:1), a 25 października strzelił dwie bramki w wygranym 7:0 meczu ze Zniczem Pruszków. Kolejne trafienia dołożył 14 listopada przeciwko Stali Stalowa Wola (3:0) i 27 marca 2010 r. z Motorem Lublin (1:1). Widzew po zajęciu pierwszego miejsca w tabeli końcowej awansował do Ekstraklasy.
W najwyższej klasie rozgrywkowej w Polsce pierwszy raz zagrał 7 sierpnia 2010 roku z Lechem Poznań. Po zakończeniu sezonu 2011/12 Dudu rozstał się z Widzewem, odchodząc do meksykańskiego Lobos BUAP. Obecnie jest zawodnikiem Odra Opole.

## Kariera piłkarska
| Sezon       | Klub          | Kraj     | Rozgrywki                                        | Mecze | Bramki |
| ----------- | ------------- | -------- | ------------------------------------------------ | ----- | ------ |
| 2002 (w)    | Botafogo      | Brazylia | Campeonato Paraibano Campeonato do Nordeste      | −     | −      |
| 2002        | Vitória       | Brazylia | Série A Campeonato Baiano Campeonato do Nordeste | −     | −      |
| 2003        | Vitória       | Brazylia | Série A Campeonato Baiano Campeonato do Nordeste | −     | −      |
| 2004        | Vitória       | Brazylia | Série A Campeonato Baiano                        | −     | −      |
| 2005        | Vitória       | Brazylia | Série B Campeonato Baiano                        | −     | −      |
| 2006        | Vitória       | Brazylia | Série C                                          | −     | −      |
| 2007 (w)    | Avaí FC       | Brazylia | Série B                                          | −     | −      |
| 2006/07 (w) | Marek Dupnica | Bułgaria | A PFG                                            | 13    | 1      |
| 2007/08     | Liteks Łowecz | Bułgaria | A PFG                                            | 13    | 1      |
| 2008/09 (j) | Liteks Łowecz | Bułgaria | A PFG                                            | 14    | 0      |
| 2009/10     | Widzew Łódź   | Polska   | I liga                                           | 29    | 4      |
| 2010/11     | Widzew Łódź   | Polska   | Ekstraklasa                                      | 29    | 0      |
| 2011/12     | Widzew Łódź   | Polska   | Ekstraklasa                                      | 21    | 0      |
| 2012/13     | Lobos BUAP    | Meksyk   | Liga de Ascenso                                  | 20    | 3      |
| 2013/14     | Śląsk Wrocław | Polska   | Ekstraklasa                                      | 19    | 2      |

## Sukcesy
- Campeonato Baiano (mistrzostwo stanu Bahia − 4x): 2002, 2003, 2004, 2005
- Campeonato do Nordeste (mistrzostwo północno-wschodniej Brazylii): 2003
- Puchar Bułgarii: 2008